# Tumshucaico
Tumshucaico —también escrito Tumshukaiko o Tumshukayko— es una zona arqueológica ubicada cerca de la ciudad de Caraz en la provincia de Huaylas en la región Ancash de Perú. Desde el 4 de diciembre de 2003 se encuentra dentro del Sistema de Información Geográfica de Arqueología (SIGDA) de la Dirección General de Patrimonio Arqueológico Inmueble del Ministerio de Cultura de Perú (Resolución Directoral Nacional Nro 870).
Ha sido recientemente descubierto y aún se encuentra en investigación. Sus estructuras principales están encontradas en el banco derecho del río Llullán, en el flanco oeste de la Cordillera Blanca, a 1 km al norte de la ciudad de Caraz a una elevación de 2300 metros sobre el nivel de mar.
Las investigaciones recientes proponen que el sitio pertenece al Precerámico Tardío (alrededor del 2500 a. C.), incluso cuándo los sedimentos superiores muestran evidencias de unas ocupaciones más tardías de la cultura Recuay o Huaylas, alrededor 300 a. C. - 500 d. C. en el periodo denominado Intermedio Temprano.
Los trabajos de piedra buenos forman una estructura circular, consistente en plataformas, terrazas y escalinatas. Los artefactos más resaltantes de esta cultura son la cabeza de piedra (cabezas clavas) y las piedras triangulares, las cuales claramente evidencian vínculos con la civilización Chavin de Huántar.
Alrededor de 1873, el explorador italiano Antonio Raimondi describió el sitio como "cerro", parcialmente destruido, construido con paredes enormes de piedra. En 1919, el Dr. Julio C. Tello confirma esta descripción al escribir que la estructura incluye plataformas y terrazas que forman isas y escalinatas. Alrededor de 1990 se hicieron algunos trabajos, retirando escombros y otros residuos.

## Estudios
En la década de 1860 el sitio fue visitado por el pionero naturalista italiano Antonio Raimondi. A inicios de la década de 1990 la arqueóloga peruana Clide Valladolid realizó estudios en la zona y que fueron continuados por uno de sus asistentes en las excavaciones, Mariano Araya. Posteriormente, el sitio fue investigado por el arqueólogo Alberto Bueno Mendoza en la década de 2000. Los últimos estudios han sido realizados por las arqueológicas italianas Carolina Orsini y Elisa Benozzi.